# ZW10
ZW10‏ (Zw10 kinetochore protein) هوَ بروتين يُشَفر بواسطة جين ZW10 في الإنسان.